# Villa Díaz Ordaz
Villa Díaz Ordaz là một đô thị thuộc bang Oaxaca, México. Năm 2005, dân số của đô thị này là 5859 người.